# Jocelyn Herbert
Jocelyn Herbert (* 22. Februar 1917 in Hammersmith, London; † 6. Mai 2003 in Odiham) war eine britische Kostüm- und Bühnenbildnerin, die für Theater, Oper und Film arbeitete.

## Leben und Wirken
Jocelyn Herbert war eine Tochter von Parlamentsmitglied, Humorist und Autor Alan P. Herbert (1890–1971) und dessen Frau Gwendolen, geb. Quilter. Sie wuchs in Chiswick auf. Durch ihre Familie und deren Umfeld kam sie früh in Kontakt zu Autoren, Artisten und Schauspielern. Nach dem Besuch der  St Paul’s Girls' School in Hammersmith studierte Herbert, die zunächst Malerin werden wollte, Kunst bei André Lhote in Paris und in Wien. Danach studierte sie Bühnenbild an der Slade School of Fine Art. 1936 begann sie eine Ausbildung am im gleichen Jahr gegründeten London Theatre Studio (LTS). Dort lernte sie die Regisseure Michel Saint-Denis und George Devine (1910–1966) sowie die Designerinnen Sophia Harris (1900–1966), Margaret (Percy) Harris (1904–2000) und Elizabeth Montgomery Wilmot (Motley Theatre Design Group) kennen, die sie förderten. 1937 heiratete Herbert den Rechtsanwalt und Kunstmanager Anthony Lousada, mit dem sie in Chiswick lebte und innerhalb der nächsten acht Jahre einen Sohn und drei Töchter bekam. In dieser Zeit und weiteren zehn Jahren ruhte ihre berufliche Karriere. Das LTS musste 1939 mit Beginn des Zweiten Weltkriegs schließen.
1956 trat Herbert der neu gegründeten English Stage Company des Londoner Royal Court Theatre bei. Zunächst arbeitete sie dort als Propmaker (Hersteller von Requisiten), später als Bühnenmalerin. Gestalterisch war sie erstmals 1956 tätig, als sie Teo Ottos Bühnenbild von Der gute Mensch von Sezuan nachbildete. In den Jahren danach wirkte sie als Bühnenbildnerin an rund 40 Produktionen am Royal Court Theatre mit, beginnend mit Eugène Ionescos Die Stühle (1957) und Arnold Weskers Roots (1959). Herbert, die sich 1960 von ihrem Mann scheiden ließ, wurde eine langjährige Lebenspartnerin von George Devine, mittlerweile Direktor des Royal Court Theatre. Mit ihm lebte sie bis zu seinem Tod in Hampshire. Neben Devine arbeitete sie häufig mit den Regisseuren John Dexter, Tony Richardson, Lindsay Anderson und Anthony Page zusammen.  Sie war eng mit dem Autor Samuel Beckett befreundet und an mehreren Aufführungen seiner Theaterstücke beteiligt. Mit dem Dramatiker David Storey arbeitete sie an sieben Aufführungen seiner Stücke zusammen, erstmals 1970 bei Home am Royal Court Theatre.
Herbert wurde bekannt für ihre nüchternen, intelligent ausgeleuchteten und atmosphärischen Bühnenbilder. Sie legte dabei besonderen Wert darauf, die Absichten der Bühnenautoren zu respektieren und mit ihren eigenen Mitteln zu unterstreichen. Ab Mitte der 1960er Jahre arbeitete sie zunehmend auch für andere Bühnen als das Court Theatre. 1963 war sie als Bühnen- und Kostümbildnerin an der Broadway-Aufführung von John Osbornes Drama Luther am St. James Theatre beteiligt. Im Jahr darauf schuf sie die Kulissen für Othello mit Laurence Olivier am National Theatre. Später war Herbert auch für die Oper tätig, beginnend 1967 mit Orpheus and Eurydice am Sadler’s Wells. 1977 kreierte sie die Kostüme und Kulissen für Lulu an der Metropolitan Opera. 1986 wirkte sie bei der Uraufführung von Harrison Birtwistles Oper The Mask of Orpheus im London Coliseum.
Herbert war außerdem als Kostüm- und Production Designerin an einigen Filmen beteiligt, auch wenn dies nicht ihr bevorzugtes Medium war, da dort die Kontrolle über die Bildgestaltung weniger bei ihr als bei Regisseur und Kameramann lag. Mehrfach arbeitete sie auch in diesem Bereich mit Regisseur Tony Richardson zusammen, unter anderem an Hotel New Hampshire. Bei seiner Komödie Tom Jones – Zwischen Bett und Galgen übernahm sie Kostümdesign und Farbberatung. Dafür wurde sie 1964 für einen Oscar in der Kategorie Bestes Szenenbild nominiert, gemeinsam mit Ralph Brinton, Ted Marshall und Josie MacAvin.
1981 lernte Herbert den Autor Tony Harrison kennen, während sie am National Theatre an Peter Halls The Oresteia tätig war. Seitdem arbeitete sie häufig mit Harrison zusammen, unter anderem bei seinen Stücken The Trackers Of Oxyrhynchus, Square Rounds und The Kaisers Of Carnuntum.
1991 wurde Herbert Ehrenmitglied der Royal Academy of Arts. 2000 verlieh ihr das Wimbledon College of Arts (WCA) die Ehrendoktorwürde. Das College bewahrt ein umfangreiches Nachlass-Archiv von Jocelyn Herbert.
Herbert starb 2003 mit 86 Jahren in Odiham.

## Theater (Auswahl)
- 1957: Die Stühle, Eugène Ionesco, Royal Court Theatre
- 1959: Roots. Arnold Wesker, Royal Court Theatre
- 1959: Serjeant Musgrave's Dance, John Arden
- 1959–1960: Trilogy, Arnold Wesker, Royal Court Theatre
- 1961: The Kitchen, Arnold Wesker, Royal Court Theatre
- 1961: The Changeling, Royal Court Theatre
- 1961: Richard III, Stratford
- 1962: Glückliche Tage (Happy Days, Samuel Beckett)
- 1963: Exit the King, Eugène Ionesco, Royal Court Theatre
- 1963: Baal, Bertolt Brecht, Phoenix Theatre
- 1963–1964: Luther, John Osborne, St. James Theatre
- 1963–1964: Chips With Everything, Plymouth Theatre
- 1964: Spiel (Play), Samuel Beckett, Royal National Theatre
- 1964: Othello, Royal National Theatre
- 1965: A Patriot for Me, John Osborne, Royal Court Theatre
- 1965–1966: Inadmissible Evidence, Belasco Theatre
- 1969: Hamlet, Lunt-Fontanne Theatre
- 1970–1971: Home, David Storey, Morosco Theatre
- 1973: Not I, Samuel Beckett
- 1974: Pygmalion, Albery
- 1977: The Merchant, Plymouth Theatre
- 1978: Saratoga, Bronson Howard, Aldwych
- 1981: The Orchestra, National Theatre
- 1985: Gigi, Lerner and Loewe, Lyric
- 1989: 3 Penny Opera mit Sting, Lunt-Fontanne Theatre

## Oper
- 1967: Orpheus and Eurydice, Sadler's Wells
- 1975: La forza del destino, Pariser Oper
- 1977: Lulu, Metropolitan Opera
- 1979: Die Entführung aus dem Serail, Metropolitan Opera
- 1979: Aufstieg und Fall der Stadt Mahagonny, Metropolitan Opera
- 1986: The Mask of Orpheus, London Coliseum

## Filmografie
- 1963: Tom Jones – Zwischen Bett und Galgen (Tom Jones)
- 1968: Isadora
- 1968: If…
- 1969: Hamlet
- 1970: Kelly, der Bandit (Ned Kelly)
- 1973: Der Erfolgreiche (O Lucky Man!)
- 1981: La force du destin (Fernsehfilm)
- 1984: Hotel New Hampshire (The Hotel New Hampshire)
- 1987: Wale im August (The Whales of August)
- 1998: Prometheus